# Paige Cothren
Jennings Paige Cothren (* 12. Juli 1935 in Natchez, Mississippi; † 1. September 2016 in Tupelo, Mississippi) war ein US-amerikanischer American-Football-Spieler. Er spielte als Placekicker in der National Football League (NFL) bei den Los Angeles Rams und den Philadelphia Eagles.

## Jugend
Paige Cothren wurde in Natchez geboren. Sein Vater Wallace arbeitete in einer Reifenfabrik. Seine Mutter Hilda war die Schwester der NFL Profispieler Jim, Barney und Ray Poole. Cothren spielte auf der High School Volleyball, Basketball und Baseball. In der Footballmannschaft wurde er als Fullback eingesetzt. Aufgrund seiner sportlichen Leistungen im Football wurde er unter anderem zum All-American gewählt.

## Spielerlaufbahn

### Collegekarriere
Nach seinem Schulabschluss im Jahr 1952 erhielt Cothren ein Sportstipendium an der University of Mississippi und spielte dort von 1953 bis 1956 für die Ole Miss Rebels College Football auf der Position eines Fullbacks. Im Jahr 1955 unterlag sein Team im Sugar Bowl der Mannschaft der United States Naval Academy mit 0:21. Ein Jahr später spielte er mit den Rebels gegen die Texas Christian University. Mit einem Raumgewinn von 79 Yards aus zwölf Versuchen sowie einem Touchdown und einem Point after Touchdown trug er entscheidend zum 14:13-Sieg seiner Mannschaft bei. In den Jahren 1954 und 1955 gewann seine Collegemannschaft die Meisterschaft der Southeastern Conference. 1958 schloss Cothren sein Studium als graduierter Betriebswirt ab. Zu diesem Zeitpunkt war er bereits als Footballprofi tätig.

### Profikarriere
Paige Cothren wurde im Jahr 1957 von den Los Angeles Rams in der 22. Runde an 256. Stelle gedraftet. Bei den Rams wurde er als Kicker eingesetzt. In seinem Rookiejahr stellte er mit 38 Points after Touchdown einen Ligarekord auf. 1958 erzielte er 14 Field Goals, was gleichfalls eine Jahresbestleistung in der NFL darstellte. Nach einem weiteren Spieljahr bei den Philadelphia Eagles beendete er nach der Spielrunde 1959 seine Profilaufbahn.

## Nach der Laufbahn
Unmittelbar nach seiner Spielerlaufbahn schloss sich Cothren der US Army an und diente dort im Rang eines Captains. Von 1962 bis 1971 betrieb er in Mississippi drei Warenhäuser und studierte danach von 1972 bis 1977 Theologie. Während seines Studiums arbeitete er als Lehrer an der Whitworth University. Direkt nach seinem Studium eröffnete er zwei Beratungscenter für Alkohol- und Drogenkranke. Gleichzeitig arbeitete er als Pastor in French Camp, Mississippi. Ab 1992 war er im Management eines Golfplatzes in Oxford tätig. 1997 setzte er sich zur Ruhe. Cothren schrieb ab 1980 mehrere Sachbücher und Romane. Die Sachbücher haben unter anderem religiöse Inhalte und beschäftigen sich auch mit dem Verhältnis zwischen Mann und Frau sowie der eigenen Footballkarriere. Paige Cothren fand auf dem French Camp Cemetery in French Camp seine letzte Ruhestätte.

### Werke
- Let None Deal Treacherously, 1981, ISBN 0937778036.
- Sweeter Than Honey, 1982,
- Seeking to Know Her, 1990,
- Walk Carefully Around the Dead, 1998, ISBN 0966707257.
- An Academy Called Pain, 1999, ISBN 0966707214.
- So Great the Pretender, 2001, ISBN 0966707222.
- The Echo of Silence, 2003, ISBN 0966707265.
- At What Price Law, 2007, ISBN 096670729X.
- The Cry of the Camel, 2007, ISBN 0966707281

## Ehrungen
Paige Cothren war seit dem Jahr 1988 Mitglied in der University of Mississippi Athletics Hall of Fame.